# Yuba City
Yuba City – miasto w Hrabstwie Sutter w Kalifornii. W 2006 populacja wynosiła 61 175 mieszkańców. Przez miasto przebiega autostrada stanowa Highway 99.

## Przemysł
W mieście znajduje się siedziba firmy Sunsweet Growers produkującej suszone owoce.

## Miasta partnerskie
- Toride, Japonia